# 乔治斯王子县
乔治斯王子县是美国马里兰州的一个县。该县位于D.C.特區的东北方。县治上马尔伯勒。截至2020年美國人口普查，人口为96萬7,201人，使其成为马里兰州人口第二多的县，仅次于西边的蒙哥马利县。2020年人口普查统计显示，过去十年增加了近104,000人。
该县属于华盛顿都会区。该县还拥有许多联邦政府设施，例如安德鲁斯联合基地和美国人口普查局。

## 历史
该县建于1696年4月23日。命名于當時還是英国王位推定继承人的安妮公主的丈夫丹麦的乔治王子。
1791年，该县的一部分，蒙哥馬利郡的一部分和弗吉尼亚州的一部分共同组成了华盛顿哥伦比亚特区。（后維吉尼亞州于1846年将其土地收回。）
1814年，在1812年战争中，英國軍隊经该县进入華盛頓特區，烧毁了美國國會大廈。英国军队在撤回的过程中同该县的居民，上马尔伯勒治安官威廉·比恩斯（William Beanes）发生了冲突。英国军队把比恩斯抓到了英国军舰上，比恩斯的朋友，律师弗朗西斯·斯科特·菲茨杰拉德在同英国军队交涉释放比恩斯的过程中目睹了英国军舰炮击麦克亨利堡。在返回巴爾的摩的时候，菲茨杰拉德看到了经历了一夜炮击的麦克亨利堡上的星条旗，写下了后来成为美国国歌的《星條旗》。

## 所辖城市
该县主要城市包括绿带城、大學公園市、勞雷爾等城市。

## 重要机构
- 美国国家航空航天局高達德太空飛行中心
- 美国农业部
- 美国国家安全局
- 安德鲁斯联合基地：美国空军一号基地。
- 联邦快递球场：全国橄榄球联盟（NFL）橄榄球队华盛顿指挥官主场。

## 公共交通

#### 地铁

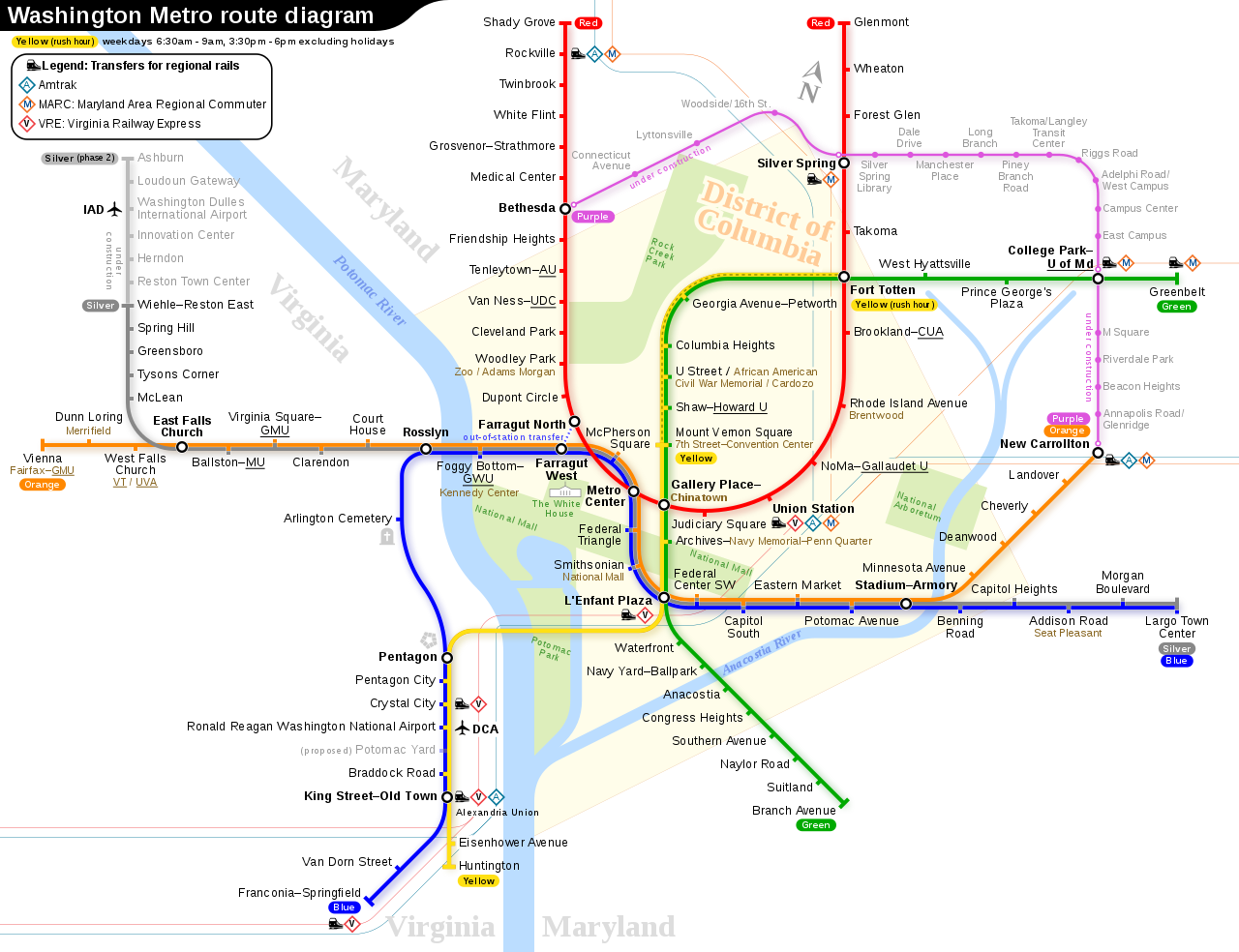
华盛顿地铁线路图，各线东端皆在该县。

華盛頓都會區交通局在该县设有15个华盛顿地铁系统车站，其中4个作为终点站：绿带站、新卡羅頓站、 Largo和Branch Avenue。 连接蒙哥马利县和该县高度发达地区的紫线目前正在建设中，预计2026年开通。华盛顿地铁红线途经该县北部和蒙哥马利县。华盛顿地铁橙线和MARC宾州线设有换乘点新卡羅頓站。

#### 通勤铁路
马里兰区域通勤铁路有两条线路穿越该县。康登線，在巴尔的摩卡姆登站和华盛顿联合车站之间运行，在该县有六个站。宾州线在佩利維爾站和华盛顿联合车站之间的美铁东北走廊路线上运行，在本县有三个站。